# Ambatondrazaka
Ambatondrazaka es una ciudad que se encuentra en Madagascar. Ambatondrazaka es también la capital de la región de Alaotra-Mangoro.

## Geografía
La ciudad de Ambatondrazaka está en la región del Lago Alaotra, extensa llanura de arrozales desde el norte al este de la capital. Las pequeñas colinas rodean esta llanura. Los fenómenos de erosión (sobre todo debido a la deforestación masiva) forman las lavaka, desgarrando los flancos de las colinas. Las consecuencias ambientales son numerosas: sedimentación en los campos de arroz, la reducción de los niveles del lago y por lo tanto los recursos pesqueros.

## Historia
La historia oral de la ciudad indica que fue fundada por Randriambololona y sus tres hijos. La historia de la ciudad comienza con Radama I de Madagascar.

## Transportes
La ciudad está en la línea ferroviaria (Moramanga-Lac Alaotra). También hay un aeropuerto.

## Población
| 67 307                                   | 69 189 | 71 855 | 73026 | 75675 |
| Source : PCD of the CU of Ambatondrazaka |        |        |       |       |